# Nicola Tuthill
Nicola Tuthill, född den 22 december 2003, är en irländsk friidrottare som tävlar i släggkastning.

## Karriär
Nicola Tuthill tog vid U23-EM 2025 silver i släggkastning. Vid European Throwing Cup i Nicosia tog hon guld samma år i U23-klassen.